# São Pedro da Aldeia
São Pedro da Aldeia – miasto i gmina w Brazylii, w stanie Rio de Janeiro. Znajduje się w mezoregionie Baixadas i mikroregionie Lagos.